# Винтроп (Мејн)
Винтроп (енгл. Winthrop) насељено је место без административног статуса у америчкој савезној држави Мејн.

## Демографија
По попису из 2010. године број становника је 2.650, што је 243 (-8,4%) становника мање него 2000. године.
| Група             | 2000.         | 2010.         |
| Белци             | 2.826 (97,7%) | 2.564 (96,8%) |
| Афроамериканци    | 15 (0,5%)     | 15 (0,6%)     |
| Азијати           | 11 (0,4%)     | 9 (0,3%)      |
| Хиспаноамериканци | 12 (0,4%)     | 33 (1,2%)     |
| Укупно            | 2.893         | 2.650         |